# Røyken
Røyken és un municipi situat al comtat de Buskerud, Noruega. Té 21.492 habitants (2016) i té una superfície de 113 km². El centre administratiu del municipi és el poble de Midtbygda.
Røyken es troba al sud de Lier i Asker, a la part nord de la península on hi ha el municipi de Hurum. Es troba entre el fiord d'Oslo i el fiord de Drammen. Connecta a la part oriental del fiord d'Oslo a través del municipi de Hurum i el túnel del fiord d'Oslo. El túnel és de 7,2 quilòmetres de llargada i connecta Hurumhalvøya amb el comtat d'Akershus.
El districte inclou gran quantitat de zones residencials amb vistes al mar. L'administració es troba al poble de Midtbygda. Els principals centres de població són els pobles de Hyggen, Hallenskog, Nærsnes, Røyken, Slemmestad, Spikkestad, i cèrcols. Moltes persones viuen a la part nord de Bødalen i les seves proximitats, que és una zona residencial continu que continua a través d'Asker i Bærum a Oslo.